# Abraham Orriols i Garcia
Abraham Orriols i Garcia   (Berga, 20 de desembre de 1996) és un periodista català. Graduat en Periodisme a la Universitat Ramon Llull el 2018, forma part dels Serveis Informatius de Televisió de Catalunya. Prèviament havia treballat de reporter a Betevé. Actualment estudia un màster en Anàlisi Política a la Universitat Oberta de Catalunya. És membre de l'actual Junta de Govern del Col·legi de Periodistes de Catalunya, encapçalada pel degà Joan Maria Morros i Cuadras.
Orriols va començar a fer-se conegut arran de les mobilitzacions postsentència el 2019. Va cobrir els aldarulls ocorreguts a Catalunya equipat amb casc i armilla de premsa de color taronja, fet que va produir enrenou a les xarxes socials a conseqüència de l'aparença jove. Diversos programes de televisió d'humor i sàtira com Està Passant o Polònia van dedicar-li gags. Mesos després, va participar en el documental "El futur del català", produït pel Sense Ficció, en què el van caracteritzar i envellir per simular la hipotètica notícia sobre la mort de la llengua catalana.
En l'àmbit radiofònic, en diverses ocasions ha col·laborat amb El Matí de Catalunya Ràdio, El Suplement o La Tarda de Catalunya Ràdio, així com en retransmissions d'iCat. Esporàdicament també ha participat a la revista Mirall, a La Xarxa, a La Marató de TV3 i a la versió televisiva i radiofònica de l'APM.
A l'octubre del 2023, va publicar el seu primer llibre, Una vida a les muntanyes, editat per Ara Llibres, en el qual recull la vida de la Marina Vilalta, la pastora més vella de Catalunya.

## Publicacions
- Una vida a les muntanyes (2023, Ara Llibres)[17]